# 코모로 대통령
코모로의 대통령은 코모로의 국가원수이다.

## 연속
코모로 헌법 제58조는 "대통령이 절대적으로 부재할 경우" 다음과 같이 규정하고 있다.
- 임기 첫 900일 이내에 부재(사망, 사임 등)가 발생할 경우 각료 등 정부 구성원이 장관 중 "주요 장관"을 선출해 임시 대통령직을 수행한다. 선거는 또한 대통령의 부재가 발생한 후 60일 이내에 소집되어야 하고, 그 선거에서 승리한 사람은 원래의 5년 임기의 대통령이 될 것이다.

- 만약 부재가 임기의 첫 900일 이후에 발생한다면, 현재 대통령직을 가지고 있는 섬의 주지사가 원래의 5년 임기의 대통령 임기가 끝날 때까지 대통령직을 맡게 된다.